# Ironclad (pel·lícula)
Ironclad és un film d'aventura i d'acció dirigit el 2011 per Jonathan English. Escrit per English i Erick Kastel, es basa en un guió de Stephen McDool. El repartiment inclou James Purefoy, Brian Cox, Kate Mara, Paul Giamatti, Derek Jacobi i Charles Dance. La pel·lícula va ser filmada a Gal·les el 2009 i produïda amb un pressupost de 25$ milions.

## Argument
El film narra el setge del Castell de Rochester per Joan sense Terra el 1215, durant la primera guerra dels barons, amb un exèrcit de mercenaris, contra els que van signar la Carta Magna que limitava els seus poders. Thomas Marshall, un cavaller templari anguniejat per les atrocitats fetes en les croades, s'atrinxera amb set mercenaris per fer front a l'atac.

## Repartiment
- James Purefoy com Thomas Marshall
- Brian Cox com William d'Aubigny
- Kate Mara com Lady Isabel

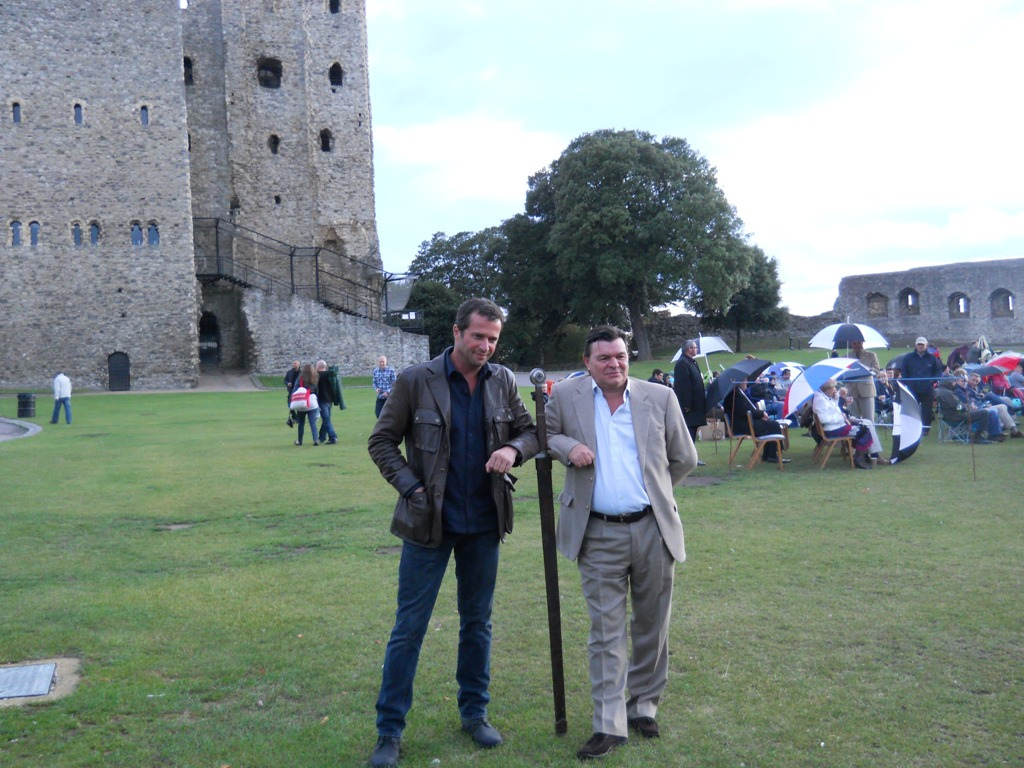
James Purefoy i Jamie Foreman en una exploració (2011) dIronclad al castell de Rochester

- Derek Jacobi com Reginald de Cornhill
- Paul Giamatti com Joan sense Terra
- Charles Dance com Stephen Langton, Arquebisbe de Canterbury
- Jason Flemyng com Becket
- Jamie Foreman com Jedediah Coteral
- Mackenzie Pocavergonya com Daniel Marks
- Rhys Parry Jones com Wulfstan
- Aneurin Barnard com Guy
- Vladimir Kulich com Tiberius
- David Melville com Baró Darnay
- Annabelle Apsion com Maddy
- Steffan Rhodri com Cooper
- Daniel O sóceara com Phipps
- Bree Condon com Agnes